# Max Bruch
Max Bruch (tên goi đầy đủ là Max Christian Friedrich Bruch) (sinh năm 1838 tại Cologne; mất năm 1920 tại Friedenau) là nhà soạn nhạc lãng mạn của Đức. Đồng thời, ông cũng là nhạc trưởng.

## Cuộc đời và sự nghiệp
Max Bruch bắt đầu học nhạc ngay tại nhà của mình. Đến khi 14 tuổi, Bruch đã khởi đầu sự nghiệp nhà soạn nhạc bằng một bản giao hưởng được trình diễn ngay tại Cologne, nơi ông chào đời và trong khoảng thời gian 1853-1857 ông cũng học nhạc tại đó với F. Hiller về môn sáng tác và Reinecke ở môn piano. Tiếp theo, ông sáng tác và chỉ huy dàn nhạc của Đức, Anh và Ba Lan. Từ năm 1907, Bruch là phó chủ tịch Viện Hàn lâm, giáo sư trường Cao đẳng Âm nhạc Berlin. Ngoài ra, vào năm 1893, ông nhận băng tiến sĩ danh dự của trường Đại học Tổng hợp Cambrigde, Đại học Tổng hợp Berlin: 1918. Ấy là chưa kể ông trở thành viện sĩ của Viện Pháp quốc từ năm 1898.

## Phong cách sáng tác
Max Bruch thuộc dòng nhạc lãng mạn thời hậu kỳ (nửa sau thế kỷ XIX). Nói chung, phong cách âm nhạc của ông gần với Johannes Brahms hơn bất kì ai.

## Các tác phẩm
Max Bruch nổi tiếng với bản concerto cho violin và dàn nhạc giao hưởng (1866). Đó chỉ một trong ba bản concerto của ông. Ngoài ra, ông sáng tác 3 vở opera mà nổi bật có Die Loreley (1862); ba bản giao hưởng (1870 (hai bản) và 1887). Ngoài ra, Bruch còn sáng tác bản Scotttish Fantasia cho violin và dàn nhạc, bản Kol Nidrei cho cello và dàn nhạc và cả những tiểu phẩm, các bản romance và hợp xướng.
Các công trình khác bao gồm 8 mảnh cho clarinet, viola và piano; 2 string quintet (1918); hai concerto cho violin (số 2 rê thứ - 1878, số 3 rê thứ - 1891).